# Bariumgermanid
Bariumgermanid, Ba2Ge, ist eine anorganische Verbindung des Bariums mit dem Germanium.

## Gewinnung
Bariumgermanid wurde durch Zusammenschmelzen beider Elemente unter Argonatmosphäre bei 1200 °C hergestellt.

## Eigenschaften
Die intermetallische Zintl-Phase kristallisiert im anti-PbCl2-Typ in einem orthorhombischen Kristallsystem mit der Raumgruppe Pnma (Raumgruppen-Nr. 62). Die Gitterparameter sind a = 8,38 Å, b = 5,48 Å und c = 10,04 Å.